# Homerun Range
Die Homerun Range ist ein nach Nordwesten ausgerichteter Gebirgszug im ostantarktischen Viktorialand. Er erstreckt sich mit einer Länge von 45 km und einer Breite zwischen 3 und 11 km östlich der Everett Range an den Kopfenden des Ebbe- und des Tucker-Gletschers.
Der Name des Gebirgszugs leitet sich von der Benennung als Homerun Bluff durch Teilnehmer der New Zealand Federated Mountain Clubs Antarctic Expedition (1962–1963). Damit wiesen sie an den Verlauf ihrer Reise zwischen den Landmarken in diesem Gebirgszug, dem Ort ihres Abflugs und der Scott Base hin, der an einen Home Run über die Male eines Baseballfelds erinnert. Das gesamte Gebirge kartierte der United States Geological Survey anhand von Vermessungen und Luftaufnahmen der United States Navy zwischen 1960 und 1963.